# Аре (волость)
А́ре (эст. Are vald) — бывшая волость в Эстонии в составе уезда Пярнумаа.
В результате административно-территориальной реформы 24 октября 2017 году вошла в состав новой волости Тори.

## Общие сведения
Волость Аре находилась в юго-западной Эстонии и охватывала площадь в 161 км². Численность населения в 2006 году составляла 1332 человека. Волость находиласт на расстоянии 17 километров от города Пярну.
Административный центр — посёлок Аре. Кроме него, в волость входили также деревни Эавере, Элбу, Курена, Лепплаане, Мурру, Нииду, Суигу, Табрия, Пяривера, Парисселья и Вёлла.
В деревне Эавере родился современный эстонский композитор Анти Маргусте (род. 1931).